# 蒙塔古 (麻薩諸塞州)
蒙塔古（英語：Montague）是一個位於美國麻薩諸塞州富蘭克林縣的鎮。

## 人口
根據2020年美國人口普查的數據，蒙塔古的面積為81.50平方千米，當中陸地面積為78.10平方千米，而水域面積為3.40平方千米。當地共有人口8580人，而人口密度為每平方千米105人。